# Šimširolike
Šimširolike (lat. Buxales), biljni red iz razreda dvosupnica (Magnoliopsida) koji se sastoji od dvije porodice, od kojih je jedna ograničena na Madagaskar i Komore, to je porodica Didymelaceae s rodom Didymeles. Glavna porodica Buxaceae ili šimširovke, nosi ime po rodu šimšir (Buxus), a ostali su Haptanthus, Notobuxus, pahisandra (Pachysandra), sarkokoka ili "božićni šimšir" (Sarcococca) i Styloceras.
Šimširi (Buxus) su rod otrovnih, vazdazelenih grmova, od kojih je u Hrvatskoj prisutan samo vazdazeleni šimšir (Buxus sempervirens), poznat i kao šimšir pitomi, pušpan, mrča pitoma i dr. Pahisandra (Pachysandra) su rod vazdazelenih puzećih trajnica i polugrmova iz istočne Azije i Sjeverne Amerike, a postoje tri vrste. Sarkokoka, "božićni šimšir", su vazdazeleni mirisni grmovi, ima ih desetak vrsta a rašireni su po istočnoj i jugoistočnoj Aziji.
Šimširolike su jedini predstavnik nadreda Buxanae.

## Opis
Buxales su red šimšira dikotiledonih cvjetnica, koji uključuje Buxaceae (90 – 120 vrsta u pet rodova) i malu taksonomski spornu porodicu Haptanthaceae (jedna vrsta u jednom rodu). Buxales pripada skupini biljaka poznatih kao periferni eudikoti, zajedno s Proteales, Ranunculales i Trochodendrales, u sustavu botaničke klasifikacije Angiosperm Phylogeny Group III (APG III).
Najveći rod u Buxaceae je naširoko kultivirani Buxus (šimšir), s oko 70 vrsta. To su uglavnom drvenaste biljke s malim, odvojenim muškim i ženskim cvjetovima (obično jednodomne ili na istoj biljci). Listovi nemaju stipule, a cvjetovi imaju prilično neugledan perijant. Stilovi ženskih cvjetova su neobični jer su receptivni (stigmatični) cijelom svojom dužinom, ponekad se čak protežu do samog jajnika. Muški cvjetovi imaju prašnike nasuprot režnjeva perijanta. Sarcococca (“slatka kutija”) je sljedeći najveći rod u Buxaceae, s oko 20 vrsta porijeklom iz Azije. Pachysandra ima četiri vrste, tri porijeklom iz istočne Azije i jedna iz istočne Sjeverne Amerike. Najčešće uzgajana vrsta je Pachysandra terminalis, koja potječe iz Japana i naširoko se uzgaja kao zeljasti pokrov tla u većini umjerenih regija. Rod Didymeles ima samo dvije vrste (D. integrifolia i D. perrieri), a obje su endemske za Madagaskar.
Jedina vrsta porodici Haptanthaceae, Haptanthus hazlettii, je malo drvo porijeklom iz Hondurasa; smatra se jednom od najrjeđih biljaka na svijetu.

## Porodice
1. Buxaceae Dumort
2. Didymelaceae Leandri